# Stanisław Burzyński (zm. po 1580)
Stanisław Burzyński herbu Pobóg (zm. po 1580 roku) – poborca w ziemi łomżyńskiej i ziemi wiskiej w 1562/1563 roku.
Poseł na sejm piotrkowski 1562/1563 roku z ziemi wiskiej.